# Gulfstream Aerospace

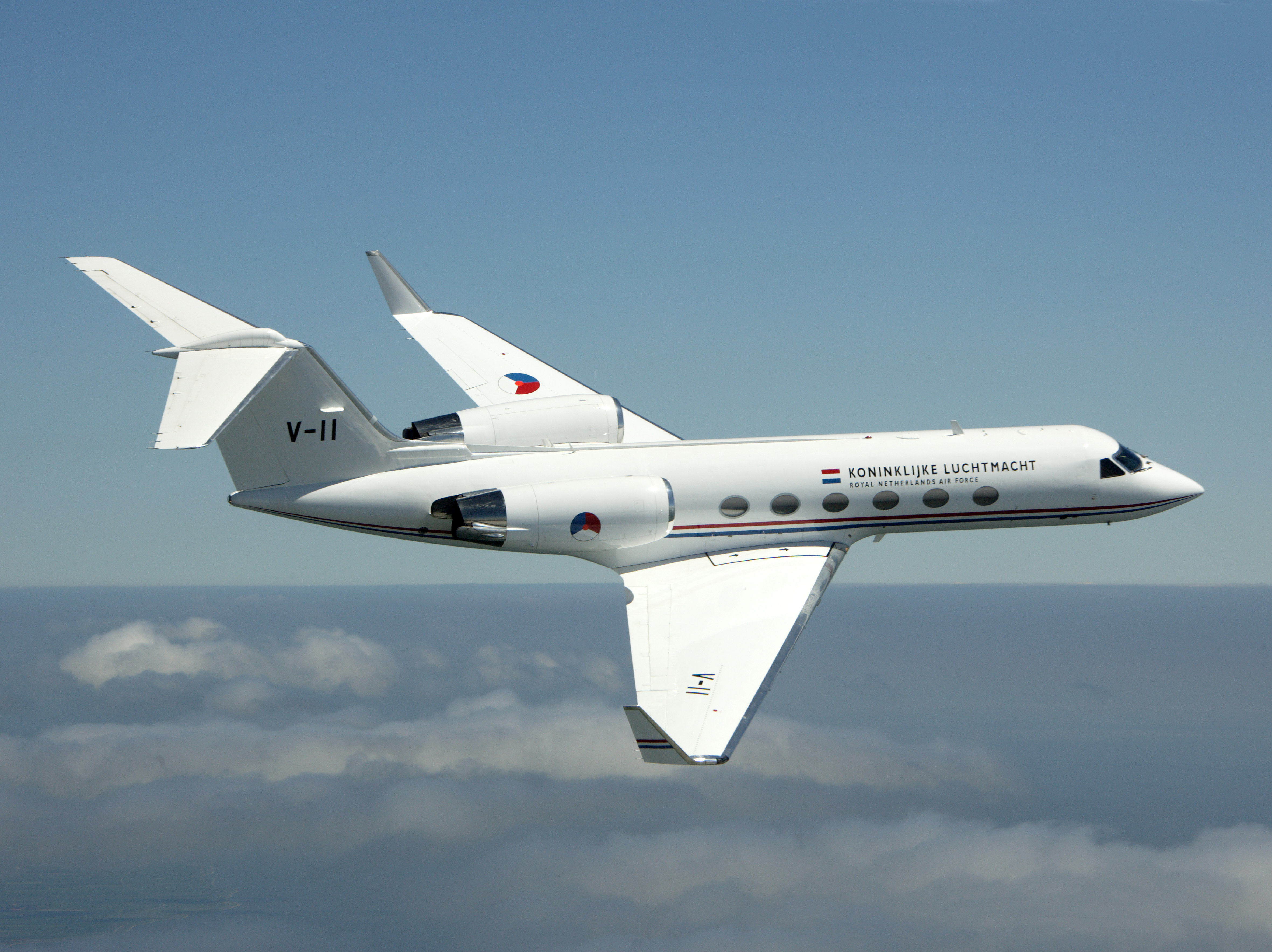
Gulfstream IV van de Koninklijke Luchtmacht

Gulfstream Aerospace Corporation, eigendom van de General Dynamics Group is een Amerikaanse vliegtuigbouwer en heeft zich gespecialiseerd in kleine en middelgrote zakentoestellen. De toestellen worden ook veel toegepast in het leger, voor personenvervoer en inlichtingendoeleinden.

## Historie
Gulfstream Aerospace kwam eind jaren 1950 voort uit Grumman Aircraft Engineering dat vooral bekendheid verwierf door zijn productie van militaire vliegtuigen. Het eerste project was een turboprop zakenvliegtuig, de Grumman Gulfstream I (G-I). Na het succes van de G-I volgde de Grumman Gulfstream II zakenjet. In 1966 werd besloten de militaire en civiele tak van Grumman te scheiden en Gulfstream kreeg een eigen fabriek in Savannah (Georgia). In 1973 werd Gulfstream samengevoegd met de vliegtuigfabriek American Aviation Corporation. In 1978 werd de Gulfstream productlijn en de fabriek in Savannah verkocht aan American Jet Industries, dat vervolgens werd omgedoopt in Gulfstream American. In 1982 werd de naam veranderd in Gulfstream Aerospace Corporation. In 1999 kwam Gulfstream in handen van het luchtvaartindustrie conglomeraat General Dynamics Group.
In 2002 werden de rechten op de Astra SPX en IAI Galaxy overgenomen van Israel Aircraft Industries. Deze zakenjets werden datzelfde jaar omgedoopt tot Gulfstream G100 respectievelijk Gulfstream G200.
Sinds 1958 heeft Gulfstream meer dan 2000 vliegtuigen geproduceerd. De nieuwste productlijn bestaat sinds 2019 uit de Gulfstream G650/G700/G800 zakenjets.

## Verkeersvliegtuigen
- Grumman Gulfstream I / C-4 Academe
- Grumman Gulfstream II / C-11
- Gulfstream Gulfstream III
- Gulfstream C-37 Gulfstream V
- Gulfstream Aerospace Gulfstream IV
- Gulfstream Aerospace Gulfstream V
- Gulfstream Aerospace Jetprop
- Gulfstream Aerospace Turbo Commander
- Gulfstream American GA-7 Cougar
- Gulfstream G100
- Gulfstream G150
- Gulfstream G200
- Gulfstream G280
- Gulfstream G350
- Gulfstream G400
- Gulfstream G450
- Gulfstream G500
- Gulfstream G550
- Gulfstream G650
- Gulfstream G700
- Gulfstream G800